# Andrena ramlehiana
Andrena ramlehiana är en biart som beskrevs av Pérez 1903. Andrena ramlehiana ingår i släktet sandbin, och familjen grävbin. Inga underarter finns listade i Catalogue of Life.